# México en la Copa Mundial de Fútbol de 1986
La Selección de fútbol de México fue una de las 24 selecciones participantes de la Copa Mundial de Fútbol de 1986, la cual realizó. 
Por segunda vez, México hospedó el Campeonato Mundial de 1986 (para ser el primer país que organiza dos Copas del Mundo, seguido de Italia, Francia, Alemania y Brasil), por consiguiente, calificando de oficio, debido a que Colombia renunció a organizar la copa por no cubrir el cuaderno de cargos que le exigía FIFA.

## Jugadores
Datos corresponden a la situación previa al inicio del torneo
| #  | Nombre                   | Posición       | Edad | PJ Sel | Club                    |
| -- | ------------------------ | -------------- | ---- | ------ | ----------------------- |
| 1  | Pablo Larios             | Portero        | 25   | 37     | C. F. Cruz Azul         |
| 2  | Mario Trejo              | Defensa        | 29   | 15     | C. América              |
| 3  | Fernando Quirarte        | Defensa        | 27   | 30     | C. D. Guadalajara       |
| 4  | Armando Manzo            | Defensa        | 27   | 36     | C. América              |
| 5  | Francisco Javier Cruz    | Delantero      | 20   | 27     | C. F. Monterrey         |
| 6  | Carlos de los Cobos      | Centrocampista | 27   | 28     | C. América              |
| 7  | Miguel España            | Centrocampista | 22   | 17     | C. Universidad Nacional |
| 8  | Alejandro Domínguez      | Centrocampista | 25   | 108    | C. América              |
| 9  | Hugo Sánchez             | Delantero      | 28   | 29     | Real Madrid C. F.       |
| 10 | Tomás Boy                | Centrocampista | 33   | 75     | Tigres de la UANL       |
| 11 | Carlos Hermosillo        | Delantero      | 21   | 15     | C. América              |
| 12 | Ignacio Rodríguez Bahena | Portero        | 29   | 22     | C. F. Atlante           |
| 13 | Javier Aguirre           | Centrocampista | 27   | 18     | C. F. Atlante           |
| 14 | Félix Cruz               | Centrocampista | 25   | 46     | C. Universidad Nacional |
| 15 | Luis Flores              | Delantero      | 24   | 85     | C. Universidad Nacional |
| 16 | Carlos Muñoz             | Defensa        | 27   | 56     | Tigres de la UANL       |
| 17 | Raúl Servín              | Defensa        | 23   | 67     | C. Universidad Nacional |
| 18 | Rafael Amador Flores     | Defensa        | 26   | 14     | C. Universidad Nacional |
| 19 | Javier Hernández         | Delantero      | 24   | 5      | Tecos F. C.             |
| 20 | Olaf Heredia             | Portero        | 28   | 8      | Tigres de la UANL       |
| 21 | Cristóbal Ortega         | Centrocampista | 29   | 49     | C. América              |
| 22 | Manuel Negrete           | Centrocampista | 27   | 13     | C. Universidad Nacional |
| DT | Bora Milutinović         |                |      |        |                         |

## Participación

### Primera fase
| Equipo   | Pts | PJ | PG | PE | PP | GF | GC | Dif |
| -------- | --- | -- | -- | -- | -- | -- | -- | --- |
| México   | 5   | 3  | 2  | 1  | 0  | 4  | 2  | 2   |
| Paraguay | 4   | 3  | 1  | 2  | 0  | 4  | 3  | 1   |
| Bélgica  | 3   | 3  | 1  | 1  | 1  | 5  | 5  | 0   |
| Irak     | 0   | 3  | 0  | 0  | 3  | 1  | 4  | -3  |

| 3 de junio de 1986, 12:00 | Bélgica         | 1:2 (1:2) | México                     | Estadio Azteca, Ciudad de México                             |                                                              |
|                           | Vandenbergh 45' | Reporte   | Quirarte 23' · Sánchez 39' | Asistencia: 110 000 espectadores Árbitro(s): Carlos Espósito | Asistencia: 110 000 espectadores Árbitro(s): Carlos Espósito |

| 7 de junio de 1986, 12:00 | México    | 1:1 (1:0) | Paraguay   | Estadio Azteca, Ciudad de México                             |                                                              |
|                           | Flores 3' | Reporte   | Romero 85' | Asistencia: 114 600 espectadores Árbitro(s): George Courtney | Asistencia: 114 600 espectadores Árbitro(s): George Courtney |

| 11 de junio de 1986, 12:00 | Irak | 0:1 (0:0) | México       | Estadio Azteca, Ciudad de México                            |                                                             |
|                            |      | Reporte   | Quirarte 54' | Asistencia: 103 763 espectadores Árbitro(s): Zoran Petrovic | Asistencia: 103 763 espectadores Árbitro(s): Zoran Petrovic |

### Octavos de final
| 15 de junio de 1986, 12:00 | México                   | 2:0 (1:0) | Bulgaria | Estadio Azteca, Ciudad de México                                  |                                                                   |
|                            | Negrete 34' · Servín 61' | Reporte   |          | Asistencia: 114 580 espectadores Árbitro(s): Romualdo Arppi Filho | Asistencia: 114 580 espectadores Árbitro(s): Romualdo Arppi Filho |

### Cuartos de final
| 21 de junio de 1986, 16:00                               | Alemania Federal                        | 0:0 (t. s.)(4:1 p.)        | México                      | Estadio Universitario, Monterrey                       |                                                        |
|                                                          |                                         | Reporte                    |                             | Asistencia: 41 700 espectadores Árbitro(s): Jesús Díaz | Asistencia: 41 700 espectadores Árbitro(s): Jesús Díaz |
|                                                          |                                         | Tiros desde el punto penal |                             |                                                        |                                                        |
|                                                          | Allofs · Brehme · Matthäus · Littbarski |                            | Negrete · Quirarte · Servín |                                                        |                                                        |
| Primer partido de la Segunda Fase que termina sin goles. |                                         |                            |                             |                                                        |                                                        |

## Estadísticas
| Equipo | Equipo | Pts | PJ | PG | PE | PP | GF | GC | Dif | Rend |
| ------ | ------ | --- | -- | -- | -- | -- | -- | -- | --- | ---- |
| 5      | Brasil | 9   | 5  | 4  | 1  | 0  | 10 | 1  | 9   | 90%  |
| 6      | México | 8   | 5  | 3  | 2  | 0  | 6  | 2  | 4   | 80%  |
| 7      | España | 7   | 5  | 3  | 1  | 1  | 11 | 4  | 7   | 70%  |

### Goleadores
| Jugador           | Anotado | A. | Min. |
| ----------------- | ------- | -- | ---- |
| Fernando Quirarte | 2       | 1  | 450  |
| Hugo Sánchez      | 1       | 3  | 360  |
| Luis Flores       | 1       | 0  | 244  |
| Manuel Negrete    | 1       | 1  | 450  |
| Raúl Servín       | 1       | 1  | 450  |